# (744) Aguntina
(744) Aguntina es un asteroide perteneciente al cinturón de asteroides descubierto el 26 de febrero de 1913 por Joseph Rheden desde el observatorio de Viena, Austria.

## Designación y nombre
Aguntina se designó al principio como 1913 QW.
Más tarde fue nombrado por la antigua ciudad romana de Aguntum.

## Características orbitales
Aguntina está situado a una distancia media de 3,173 ua del Sol, pudiendo acercarse hasta 2,795 ua y alejarse hasta 3,552 ua. Tiene una excentricidad de 0,1193 y una inclinación orbital de 7,715°. Emplea en completar una órbita alrededor del Sol 2065 días.